# Wacken
|  | No s'ha de confondre amb Wakken, un antic municipi de Bèlgica.. |

Wacken és un municipi de del districte de Steinburg a l'estat a l'estat federal de Slesvig-Holstein (Alemanya). Èl 2018 tenia 1918 habitants. És conegut pel festival de música rock i heavy metal Wacken Open Air, considerat com el festival més gran del món. El primer esment escrit data del 1148, però un túmul i unes troballes arqueològiques són proves d'un assentament des de l'edat del bronze.